# Holger Boenstedt
Holger Boenstedt (* 1954 in Gronau/Westfalen) ist ein deutscher Organist, Cembalist und Dirigent.

## Leben
Boenstedt studierte an den Musikhochschulen in Detmold und Hamburg Schul- und Kirchenmusik, u. a. bei Helmut Tramnitz und Heinz Wunderlich (Orgel) sowie Martin Stephani und Wilhelm Brückner-Rüggeberg (Dirigieren). Meisterkurse bei Anton Heiller, Gaston Litaize und Harald Vogel (Orgel) sowie Helmuth Rilling und Sergiu Celibidache (Dirigieren) folgten.
1975 war er Preisträger der Evangelischen Kirchenmusikalischen Ausbildungsstätten, 1977 Stipendiat des DAAD in Harlem (NL).
Von 1977 bis 1985 war Boenstedt Kantor an der Schlosskirche Ahrensburg (Schleswig-Holstein) und von 1986 bis 2012 Kantor und Organist an der Markuskirche in München. 1994 wurde ihm der Titel des Kirchenmusikdirektors verliehen.
Seine Arbeit mit dem von ihm 1986 gegründeten Markus-Chor München umfasste die Chormusik vom a cappella Gesang bis zum Oratorium und vom Barock bis zur zeitgenössischen Musik. Unter seiner Leitung fanden u. a. die Münchner Erstaufführungen des Requiems von Andrew Lloyd Webber und der Kirchenoper „Mass“ von Leonard Bernstein in St. Markus statt. Das „Schwabinger Bach-Ensemble“ wurde von ihm gegründet. Als Organist führte er Teile des Werks von Buxtehude, Bach, Mendelssohn, Franck, Widor auf. Konzertreisen führten ihn in nach Europa und Amerika.

## Aufnahmen
- Deutsche Orgelromantik, mit Werken von F. Mendelssohn Bartholdy, J. Reubke, F. Liszt, M. Reger, 2005
- Orgel Literatur Kanon, Folge 1, mit Werken von J.S. Bach, M. Reger, F. Liszt, C. Franck, T. Dubois, Edition Sonntagsblatt München 2008